# دفع رباعي بقوة (فلم)
دفع رباعي بقوة هو فيلم مصري عرض عام 2020، بطولة أحمد بدير ومحسن منصور وأحمد عزمي وسناء يوسف، ومن إخراج إيهاب عبد اللطيف.

## قصة الفيلم
يعود أب إلى أولاده الثلاثة من جديد بعد مرور سنوات وهو معتقد أنهم أصبحوا ذوي مكانة في المجتمع فكان يحلم أن يصبح الأول طبيبًا والثاني مهندس والثالث محامي ولكن تفاجأ بالواقع الذي وصلوا إليه، وخلال الأحداث يتورط الإخوة الثلاثة في عملية ارهابية، وبمساعدة مجموعة فتيات لهم ينجحوا في إجهاض العملية.

## طاقم التمثيل
- أحمد بدير
- محسن منصور
- أحمد عزمي
- سناء يوسف
- إيناس النجار
- علاء زينهم
- أحمد العمدة
- حمدي هيكل
- ميسرة
- منة جلال
- سمسم شهاب
- ياسر علي ماهر
- هاني إبراهيم
- سمر علي
- ندى بهجت
- حنان عطية
- محمود الحسيني
- صبري عبد المنعم
- حسن عبد الفتاح
- محمد الشربيني

## فريق العمل
- إخراج: إيهاب عبد اللطيف
- قصة: جمال ربيع
- سيناريو وحوار: خالد سليمان، محمد عواد
- مدير التصوير: تامر جوزيف
- مونتاج: هاني حليم
- موسيقى تصويرية: حسن دنيا
- إنتاج: برايت ستار، اتحاد الإخوة جروب
- توزيع: الإخوة المتحدين للسينما

## روابط خارجية
- مقالات تستعمل روابط فنية بلا صلة مع ويكي بيانات